# Lonatjärnen
Lonatjärnen är en sjö i Jokkmokks kommun i Lappland och ingår i Luleälvens huvudavrinningsområde. Sjön har en area på 0,0698 kvadratkilometer och ligger 391,8 meter över havet.

## Delavrinningsområde
Lonatjärnen ingår i det delavrinningsområde (734989-169554) som SMHI kallar för Inloppet i Puottaure. Medelhöjden är 384 meter över havet och ytan är 44,51 kvadratkilometer. Det finns inga avrinningsområden uppströms utan avrinningsområdet är högsta punkten. Puottaurebäcken som avvattnar avrinningsområdet har biflödesordning 4, vilket innebär att vattnet flödar genom totalt 4 vattendrag innan det når havet efter 153 kilometer. Avrinningsområdet består mestadels av skog (70 procent) och sankmarker (18 procent). Avrinningsområdet har 3,31 kvadratkilometer vattenytor vilket ger det en sjöprocent på 7,4 procent.